# 校式一型試作偵察機
校式一型試作偵察機（こうしきいちがたしさくていさつき）は、大日本帝国陸軍が試作した偵察機。機体名の「校式」は所沢陸軍航空学校研究部で開発されたことを示す。

## 概要
1918年（大正7年）3月、臨時軍用気球研究会は制式二号飛行機に続いて新たに制式三号飛行機の設計を開始したが、実機の製作には至らず開発中止となった。1919年（大正8年）4月に廃止された臨時軍用気球研究会に代わって新型機の開発を引き継いだ所沢陸軍航空学校研究部は、制式三号の設計に改修を加えた先進的な高速偵察機の開発を開始し、1921年（大正10年）に試作機1機が完成した。しかし、試験飛行中に大破する事故を起こしたため研究は中止された。
機体は木製骨組に合板および羽布張りの複葉機で、降着装置は固定脚。設計には1919年に陸軍航空部補給部所沢支部が3機を改良国産化したスタンダード H.3練習機の経験が参考にされている。
校式一型が装備していたホ式150HPレ型プロペラは、一般市民による寄託を経て岐阜かかみがはら航空宇宙博物館に収蔵・展示されている。

## 諸元
- 主翼面積：30.7 m2
- 全備重量：1,000 kg
- エンジン：ホール・スコット（英語版） 水冷直列9気筒（最大165 hp） × 1
- 最大速度：160 km/h
- 実用上昇限度：3,700 m
- 航続時間：2.5時間
- 乗員：2名